# 秋穂町
秋穂町（あいおちょう）は、かつて山口県吉敷郡にあった町。
瀬戸内海沿岸にあった。2005年10月1日、山口市などと合併して廃止された。

## 地理

### 隣接している自治体
- 山口市
- 防府市

## 歴史
- 1889年（明治22年）4月1日 - 町村制の施行により、秋穂東本郷村・秋穂西本郷村の区域をもって秋穂村が発足。
- 1940年（昭和15年）4月29日 - 秋穂村が町制施行して秋穂町となる。
- 1947年（昭和22年）12月3日 - 山口県に昭和天皇の戦後巡幸。町内に行幸はなかったが、末繁輝亮が宿泊所に召し出されて「甘藷増産二十年」について進講を行った[1]。
- 2005年（平成17年）10月1日 - 山口市・小郡町・阿知須町・佐波郡徳地町と合併し、改めて山口市が発足。同日秋穂町も廃止となった。

## 産業
クルマエビの養殖発祥の地。

### 漁業
- 秋穂漁港
- 大海漁港

## 娯楽
- 秋穂座 - 映画館[2]。

## 交通

### 道路
- 主要地方道
  - 山口県道25号宇部防府線
  - 山口県道61号山口小郡秋穂線
- 一般県道
  - 山口県道194号山口秋穂線
  - 山口県道338号大海秋穂二島線
  - 山口県道352号秋穂港線

## 名所・旧跡・観光スポット・祭事・催事
- 秋穂八十八箇所
- あいお祭り
- 道の駅あいお
- えび狩り世界選手権

## その他
- 市外局番は083、市内局番は984となっている。
- 那須正幹の「ぼくらの地図旅行」（福音館書店、ISBN 4-8340-0826-6）という絵本の舞台はこの町である。作品では野浜という名前に変えられているが、いくつかの地名は実在のものが使われている。
- 兵庫県有馬郡藍村が消滅した1956年3月31日から当町廃止までの間、全国の市町村を50音順に並べた場合、最初になる市町村だった。（「あいお」とする場合。「あいおちょう」まで読めば「相生市（あいおいし）」が先になる。）